# Fanconi-Bickel-Syndrom
Das Fanconi-Bickel-Syndrom ist eine seltene angeborene Stoffwechselkrankheit und eine Form der Glykogenspeicherkrankheit. Dabei wird in Leber und Niere Glykogen gespeichert, es kommt zu Nierenfunktionsstörung, erhöhtem Blutzucker und Galactose (Einfachzucker).
Synonyme sind: Glykogenose Typ XI; Glykogenspeicherkrankheit Typ XI (oder Typ 11); Bickel-Fanconi-Glykogenose; GSD Typ XI; Glykogenose (GSD) durch GLUT2-Mangel; Aminosäurediabetes; Fanconi-Syndrom
Die Erkrankung ist benannt nach den Erstbeschreibern von 1949, dem Schweizer Kinderarzt Guido Fanconi und dem Hamburger Arzt Horst Bickel.
Die Erkrankung ist nicht zu verwechseln mit dem De-Toni-Fanconi-Syndrom, einer Nierenerkrankung.

## Vorkommen
Die Häufigkeit ist nicht bekannt, bislang sind wenige hundert Fälle beschrieben. Die Erkrankung wird autosomal-rezessiv vererbt.

## Ursache
Der Erkrankung liegen ursächlich homozygote oder gemischt heterozygote Mutationen im GLUT-2 (SLC2A2) -Gen auf Chromosom 3, Genort q26.1–q26.3, zugrunde, welches für einen SLC-Transporter (Facilitated glucose transporter member 2) kodiert.
Mutationen in diesem Gen finden sich auch bei Patienten mit Diabetes mellitus Typ 3 mit autosomal-dominantem Erbgang (MODY).

## Klinische Erscheinungen
Die Erkrankung ist charakterisiert durch Glykogenspeicherung in der Leber mit konsekutiver Hepatomegalie, eine ebensolche Speicherung in den Nieren mit schwerer tubulärer Nierenfunktionsstörung sowie gestörtem Glukose- und Galaktose-Stoffwechsel.
Die Erkrankung fällt bereits in den ersten Lebensmonaten auf durch Gedeihstörung, Polyurie und (nierenbedingte) Rachitis. Später treten Kleinwuchs, renale Osteopathie mit Osteoporose und Hepatosplenomegalie in den Vordergrund.

## Diagnose
Klinisch wegweisend sind die Symptome zusammen mit Zeichen einer Rachitis im Röntgenbild sowie den Laborbefunden mit Glukosurie, Proteinurie, Phosphaturie, Hypophosphatämie, Aminoazidurie und Hyperurikämie.
Bei Biopsien zeigt die Histologie eine Lebersteatose sowie eine verstärkte Glykogenspeicherung in den Hepatozyten und den proximalen Tubuluszellen der Nieren.
Die Diagnose kann durch den Nachweis von Mutationen im SLC2A2-Gen bestätigt werden. In Familien mit bekannten SLC2A2-Mutationen ist eine vorgeburtliche Diagnose möglich.

## Differentialdiagnose
Die wichtigste Differentialdiagnosen sind die Glykogenspeicherkrankheit Typ I A (Von-Gierke-Krankheit) sowie die anderen Formen der Glykogenspeicherkrankheit, aber auch Galaktosämie und Hypophosphatämie.

## Therapie
Die Behandlung versucht, die Nierenproblematik durch Substitution von Wasser und Elektrolyten zu beherrschen. Zusätzlich ist die Gabe von Vitamin D und Phosphat notwendig.

## Aussichten
Die renale Tubulopathie scheint sich nicht bis zur Niereninsuffizienz zu verschlechtern.

## In der Tiermedizin
Das Syndrom wurde auch bei Rindern beschrieben.